# فرودگاه آگرینیو
فرودگاه آگرینیو (به انگلیسی: Agrinion Airport) (به زبان بومی: Αεροδρόμιο Αγρινίου) یک فرودگاه نظامی با کد یاتا AGQ است که یک باند فرود آسفالت دارد و طول باند آن ۳۰۱۰ متر است. این فرودگاه در شهر آگرینیو کشور یونان قرار دارد و در ارتفاع ۴۷ متری از سطح دریا واقع شده‌است.